# Pařezový potok (přítok Stroupínského potoka)
Pařezový potok v CHKO Křivoklátsko je asi 6 km dlouhý přítok Stroupínského potoka. Takto je pojat například v podkladové mapě Mapy.cz. V některých mapách a databázích (například v OSM, DIBAVOD nebo v datech Mapy.cz) je Pařezový potok značen jako přítok Kublovského potoka, tj. dolní tok, vzniklý soutokem Pařezového a Kublovského potoka a ústící do Stroupínského potoka, je značen názvem Kublovský potok. 

## Tok
Pramení asi 2 km východně od Kublova, ve výšce 480 m n. na jihozápadním úbočí vrchu Velké Čihátko (534 m), východně od hájovny Kolna. Po 4 km teče již jen ve výšce 320 m n. m. Zde se do něj zprava vlévá Kublovský potok a vede podél něj naučná stezka Údolí Ticha. Podél ní vede až ke Stroupínskému mlýnu, kde se zprava vlévá do Stroupínského potoka. Žádná část Pařezového potoka netvoří rybářský revír.